# Винай, Рамон
Рамо́н Ма́рио Франси́ско Вина́й Сепу́льведа (исп. Ramón Mario Francisco Vinay Sepúlveda; 1911—1996) — чилийский оперный певец (тенор).

## Биография
Начал обучение во Франции, затем переехал в Мексику, где учился у Хосе Пьерсона. Дебютировал в 1931 году как баритон, в 1943 году перешёл на теноровые партии, однако его тембр сохранял тёмную баритональную окраску. В 1962 году вернулся к баритоновому репертуару, в 1969 году завершил карьеру.
Лучшей работой Виная считается партия Отелло в одноимённой опере Верди. В 1947 году участвовал в записи этой оперы под управлением Артуро Тосканини, признанной одной из лучших. В 1948 году спектакль «Отелло» с участием Виная транслировался из Метрополитен-опера по телевидению. В «баритоновые» периоды карьеры пел в той же опере партию Яго.
В 1952—57 участвовал в Байрёйтском фестивале, исполнил заглавные теноровые партии в операх Вагнера «Тангейзер», «Тристан и Изольда», «Валькирия», «Парсифаль».